# Nicolas Coster
Nicolas Dwynn Coster (ur. 3 grudnia 1933 w Hampstead, zm. 26 czerwca 2023) – brytyjski aktor telewizyjny i filmowy występujący w produkcjach amerykańskich.

## Życiorys

### Wczesne lata
Urodził się w Hampstead w Londynie. Jego ojciec pochodził z Nowej Zelandii, był londyńskim krytykiem teatralnym i filmowym oraz dowódcą Piechoty Morskiej. Kształcił się w londyńskiej Royal Academy of Dramatic Art, a następnie w Nowym Jorku, gdzie studiował aktorstwo u Lee Strasberga i w Neighborhood Playhouse pod kierunkiem Sanforda Meisnera.

### Kariera
W 1953 debiutował na ekranie jako marynarz w melodramacie historycznym Jeana Negulesco Titanic u boku Cliftona Webba, Barbary Stanwyck i Roberta Wagnera i jako lekarz w dramacie sensacyjno-przygodowym Roberta Wise’a Szczury pustyni (The Desert Rats) z Richardem Burtonem i Jamesem Masonem. Występował na Broadwayu w sztukach: Becket (1961), Ross Eugene’a O’Neilla (1961), Mistrzyni dziewięćdziesięciu dni Williama Goldmana (1967), But, Seriously... (1969) i Wszystkiego najlepszego, Wando June (1970). W 1961 zagrał Admeta w produkcji off-broadwayowskiej Trackie konie.
Zaskarbił sobie potem sympatię telewidzów jako dr Matt Steele w operze mydlanej NBC Młody doktor Malone (Young Dr. Malone, 1962–63) oraz jako profesor Paul Britton w operze mydlanej CBC The Secret Storm (1964, 1967–68). Pojawił się potem w roli Johna Eldridge’a w dwóch operach mydlanych CBC – Our Private World (1965) i As the World Turns (1966). Powrócił na duży ekran w dramacie Alana J. Pakuli Wszyscy ludzie prezydenta (All the President’s Men, 1976) u boku Roberta Redforda i Dustin Hoffman, tragikomedii Sydneya Pollacka Elektryczny jeździec (The Electric Horseman, 1979) z udziałem Redforda i Jane Fondy, komedii kryminalnej Sidneya Poitiera Czyste szaleństwo (Stir Crazy, 1980) z Gene’em Wilderem i Richardem Pryorem, dramacie wojennym Warrena Beatty’ego Czerwoni (Reds, 1981) oraz komedii Jima Abrahamsa Bliźnięta nie do pary (Big Business, 1988) z Bette Midler i Lily Tomlin.
Za rolę Lionela Lockridge’a w operze mydlanej NBC Santa Barbara (1984-93) otrzymał nagrodę Soap Opera Digest (1988) oraz był czterokrotnie nominowany do nagrody Daytime Emmy (1986, 1988, 1991–92). Grywał także gościnnie w popularnych serialach: Aniołki Charliego (1977), Domek na prerii (1978), Dallas (1978, 1980), Magnum (1983), Prawnicy z Miasta Aniołów (1987), Napisała: Morderstwo (1989) czy Gliniarz i prokurator (1991).

## Filmografia

### Filmy fabularne
- 1953: Titanic jako marynarz
- 1953: Szczury pustyni (The Desert Rats) jako lekarz
- 1976: Wszyscy ludzie prezydenta (All the President’s Men) jako Markham
- 1977: Generał MacArthur (MacArthur) jako płk Sidney Huff
- 1978: Ognista kula (A Fire in the Sky, TV) jako gubernator
- 1979: Przyjacielski ogień (Friendly Fire, TV) jako Carl
- 1979: Port lotniczy ’79 (The Concorde... Airport '79) jako dr Stone
- 1979: Elektryczny jeździec (The Electric Horseman) jako Fitzgerald
- 1980: Nastolatki (Little Darlings) jako pan Whitney
- 1980: Czyste szaleństwo (Stir Crazy) jako Warden Henry Sampson
- 1981: Czerwoni (Reds) jako Paul Trullinger
- 1983: Księżniczka Daisy (Princess Daisy, TV) jako Matty Firestone
- 1988: Bliźnięta nie do pary (Big Business) jako Hunt Shelton
- 1989: Jak dostałem się na studia? (How I Got Into College) jako dr Phillip Jellinak Sr.

### Seriale TV
- 1962-63: Młody doktor Malone (Young Dr. Malone) jako dr Matt Steele
- 1964: The Secret Storm jako prof. Paul Britton
- 1965: Our Private World jako John Eldridge
- 1966: As the World Turns jako John Eldridge
- 1967-68: The Secret Storm jako prof. Paul Britton
- 1970-71: Inny świat (A Different World) jako Robert Delaney
- 1972-76: Inny świat (A Different World) jako Robert Delaney
- 1983-84: Tylko jedno życie (One Life to Live) jako Anthony Makana
- 1984-93: Santa Barbara jako Lionel Lockridge
- 1977: Aniołki Charliego jako profesor Croydon
- 1978: Dallas jako Joe Morris
- 1978: Prywatny detektyw Jim Rockford (The Rockford Files) jako Augie Augustine
- 1978: Domek na prerii jako Lansford Ingalls
- 1979: The Incredible Hulk jako pułkownik Drake
- 1980: Dallas jako Lyle Sloan
- 1980: Inny świat (A Different World) jako Robert Delaney
- 1982: Hart to Hart jako Fred Brunis
- 1983: Magnum jako Andrew 'Andy' MacKenzie
- 1983: Czwórka Ryana (Ryan's Four) jako dr Morris Whitford
- 1983: Hardcastle i McCormick (Hardcastle and McCormick) jako Thomas Quinlan
- 1983: T.J. Hooker jako Kevin Mundy
- 1983: Nieustraszony (Knight Rider) jako Ross Manley
- 1983-84: Tylko jedno życie (One Life to Live) jako Anthony Makana
- 1987: Prawnicy z Miasta Aniołów jako Brian P. Young
- 1988-89: Wszystkie moje dzieci (All My Children) jako Steve Andrews
- 1989: Napisała: Morderstwo jako dr Craig Zachary
- 1989: Inny świat (A Different World) jako Robert Delaney
- 1991: Prawo i bezprawie jako Morgan Stern
- 1991: Gliniarz i prokurator jako Andrew Blane
- 1991: Matlock jako Chester Gaddis
- 1991: MacGyver jako Doc
- 1991: Beverly Hills, 90210 jako George Azarian
- 1993: Prawo i bezprawie jako Reid Mullen
- 1993-95: As the World Turns jako Eduardo Grimaldi
- 1998: Doktor Quinn jako sędzia Blaisdale
- 1999: Gorączka w mieście (L.A. Heat) jako Carl Shipman
- 2001: Potyczki Amy jako pan Oswald
- 2006: Dowody zbrodni (Cold Case) jako Brogan Cooper